# Connemara (film, 2025)
Pour les articles homonymes, voir Connemara (homonymie).
Pour plus de détails, voir Fiche technique et Distribution.
Connemara est un film français réalisé par Alex Lutz et sorti en 2025.
Il s'agit d'une adaptation du roman éponyme de Nicolas Mathieu, paru en 2022, et dont le titre fait référence à la chanson Les Lacs du Connemara de Michel Sardou.
Le film, avec Mélanie Thierry, Bastien Bouillon, Jacques Gamblin et Bruno Sanches dans les rôles principaux, est présenté en avant-première au festival de Cannes 2025 dans la section Cannes Première.

## Fiche technique
- Titre original : Connemara[2]
- Réalisation : Alex Lutz
- Scénario : Alex Lutz, Amélia Guyader et Hadrien Bichet, d'après le roman Connemara de Nicolas Mathieu
- Musique : Vincent Blanchard
- Photographie : Éponine Momenceau
- Montage : Margot Meynier
- Décors : Aurélien Maillé
- Production : Brigitte Ducottet-Georges, Emmanuel Georges, Édouard de Vésinne, Delphine Schmit, Guillaume Dreyfus
- Sociétés de production : Supermouche Productions, Incognita, Tripode Productions
- Société de distribution : Studiocanal (France)
- Pays de production :  France
- Langue originale : français
- Format : couleur
- Genre : drame
- Durée : 112 minutes
- Dates de sortie :
  - France : 21 mai 2025 (Festival de Cannes 2025)[1] ; 10 septembre 2025 (sortie nationale)

## Distribution
- Mélanie Thierry : Hélène
- Bastien Bouillon : Christophe
- Jacques Gamblin : Gérard
- Eliot Giraud : Gabriel
- Bruno Sanches : Marco
- Alexandre Auvergne : Greg
- Johanna Lauraire : Clara
- Elisa Beauchamp : Mouche
- Marco Luraschi : Christophe ado
- Zoé Picard : Charlotte ado
- Julia Vivoni : Jenn
- Lilas-Rose Gilberti : Hélène ado
- Grégory Montel : Philippe
- Clémentine Célarié :
- Anne Charrier :
- Caroline Gaudin : la meilleure amie de Jenn
- Yasmina Maïza : la policière

## Production
C'est la deuxième fois qu'un roman de Nicolas Mathieu se voit adapté au cinéma, après Leurs enfants après eux de Ludovic et Zoran Boukherma en 2024.

## Distinctions

### Sélections
- Festival de Cannes 2025 : sélection officielle, Cannes Première

### Récompenses
- Prix CST de la jeune technicienne de cinéma pour Éponine Momenceau, cheffe opératrice image

## Autour du film
- Premier rôle au cinéma pour l'actrice Zoé Picard.